# Sếu gáy trắng
Sếu gáy trắng (danh pháp hai phần: Grus vipio) là một loài chim thuộc họ Sếu (Gruidae). Sếu gáy trắng sinh sản ở đông bắc Mông Cổ, đông bắc Trung Hoa và các khu vực phụ cận của đông nam Nga. Chúng trú đông ở gần sông Dương Tử, khu phi quân sự Triều Tiên và ở Kyushu Nhật Bản. Chúng cũng đến tận Kazakhstan và Đài Loan. Trên thế giới chỉ còn khoảng 4.900-5.400 cá thể.Thân dài 112–125 cm, cao 130 cm và cân nặng khoảng 5,6 kg với chân hơi hồng, cổ có sọc trắng và xám, mặt có mảng đỏ. Thức ăn của chúng gồm côn trùng, hạt, rễ cây, thực vật và động vật nhỏ.